# Sándor-palota (Budapest)
A Sándor-palota Budapesten, a Budai Várnegyedben, a Szent György téren található épület, alatta halad el a budai Váralagút. 2003 óta a köztársasági elnök rezidenciája, egyben a Köztársasági Elnöki Hivatal (KEH) székhelye.
1803–1806 között épült klasszicista stílusban.
Eredetileg a Sándor család otthona volt. 1867-ben Andrássy Gyula miniszterelnök ötlete nyomán a magyar állam előbb kibérelte, majd 1881-ben végleg megvásárolta kormányrezidenciának. 1867–1945 között (kisebb megszakításokkal) a mindenkori magyar miniszterelnök rezidenciájaként szolgált, többször kormányülések színhelye is volt. A második világháborúban szinte teljesen megsemmisült, utána sokáig múzeumi raktárnak használták. Külső arculatát csupán 1989/1990-ben javították ki, teljes (külső, belső) helyreállítását pedig 2000–2002 között végezték el. A belső terek az eredeti, 1806-ban átadott, a bútorzat pedig a két világháború közötti állapotokat tükrözik. 

## Története
A telek, melyre épült, 1803-ban került gróf Sándor Vince tulajdonába. Bár a feljegyzések hiányossága miatt az építkezés kezdete ismeretlen, az bizonyos, hogy 1805-ben már itt született gróf Sándor Móric, az „ördöglovas” az 1820-as, 30-as évek Pestjének egyik „nevezetessége”, egyben a Sándor család utolsó férfi tagja, a homlokzaton is olvasható 1806-os év (MDCCCVI) pedig az átadás éve.
Az épület Pollack Mihály és Johann Aman tervei alapján klasszicista stílusban készült, valamikor 1803-1806 között. Az eredeti tervek ugyan megsemmisültek, de egy 1822-es részletes leírás fennmaradt, mely később alapul szolgált a 2000–2002 közötti teljes helyreállításhoz. A palotát Sándor Móric 1831-ben eladta az (őrgróf) Pallavicini családnak, akiknek levéltárában számos, az 1810-es évekből származó rajzot és újabb leírásokat találtak a palotáról, ezeket szintén felhasználták a helyreállításhoz.
Az 1848–49-es forradalom és szabadságharc leverését követően a Magyarország kormányzójának kinevezett Albert főherceg rezidenciája volt 1851-1856 között. Ez adta később az ötletet gróf Andrássy Gyula miniszterelnöknek, hogy a korban roppant reprezentatívnak számító épületet a magyar állam előbb kibérelje, majd 1881-ben végleg meg is vásárolja a mindenkori miniszterelnök számára, állandó lakhelyül. Miniszterelnökként első lakója maga Andrássy volt, őt (kisebb megszakításokkal) egészen 1945-ig követték utódai, összesen 16-an, habár több, rövid ideig regnáló későbbi miniszterelnöknek ideje sem volt beköltözni. A Sándor-palotában vetett véget életének a háborúba sodródás lelkiismereti terhe alatt gróf Teleki Pál 1941. április 2-áról 3-ra virradó éjjel.

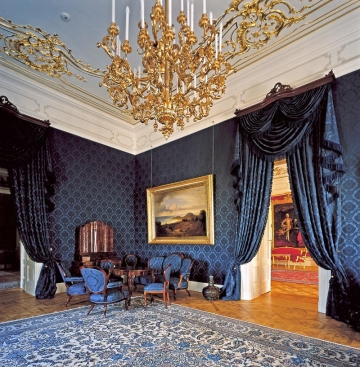
A palota belseje

Az épület Budapest ostromakor szinte teljesen megsemmisült, déli része teljesen beomlott, számos pótolhatatlan műkincset temetve maga alá. Ami kulturális és egyéb érték megmaradt, azt a fosztogatók hamar széthordták. A háborút követően csupán állagmegóvó helyreállításon esett át, vagyis az eredeti állapot helyett praktikussági szempontok alapján kerültek helyreállításra vagy átépítésre bizonyos részek, így többek között új tetőszerkezetet kapott a palota, illetve a Duna felé néző oldalról elbontották a teraszt. Az épületben az 1959-es tervek szerint az 1957-ben alapított Legújabbkori Történeti Múzeum kiállításának egy része kapott volna helyet, erre azonban nem került sor, csupán a múzeum raktáraként funkcionált. Később, 1978 és a '80-as évek második fele között többször is az Építészeti Múzeum készült beköltözni, erre azonban sohasem került sor.
1989-ben turisztikai szempontok alapján kívülről tatarozták, hogy a Budavári siklón érkező turisták ne egy második világháborús nyomokat viselő rommal szembesüljenek, mikor kilépnek a járműből.
Felújításáról az első Orbán-kormány hozott határozatot, az 1806-os állapotokat lehető legalaposabban tükröző teljes helyreállítására 2000 ősze és 2002 között került sor a Pallavicini család levéltárában, illetve egyéb helyeken talált leírások, feljegyzések, rajzok alapján. Az épület felújítása – akkori árakon számolva – 2,2 milliárd forintba került. Az első Orbán-kormány tervei szerint újra a miniszterelnök székhelye lett volna a Sándor-palota, azonban Medgyessy Péter, az új kormányfő 2002-ben úgy foglalt állást, hogy nem akarja a világörökség részének nyilvántartott Sándor-palotába helyezni hivatalát, majd rövid időre megnyitották a palotát a nyilvánosság előtt. Az Országgyűlés által 2002. november 5-én elfogadott törvény alapján a Sándor-palota a magyar köztársasági elnök lakóhelyéül és a Köztársasági Elnöki Hivatal (KEH) elhelyezésére szolgál. A köztársasági elnöki hivatal első lakója Mádl Ferenc köztársasági elnök lett, aki 2003. január 22-én költözött az épületbe.

## Képgaléria

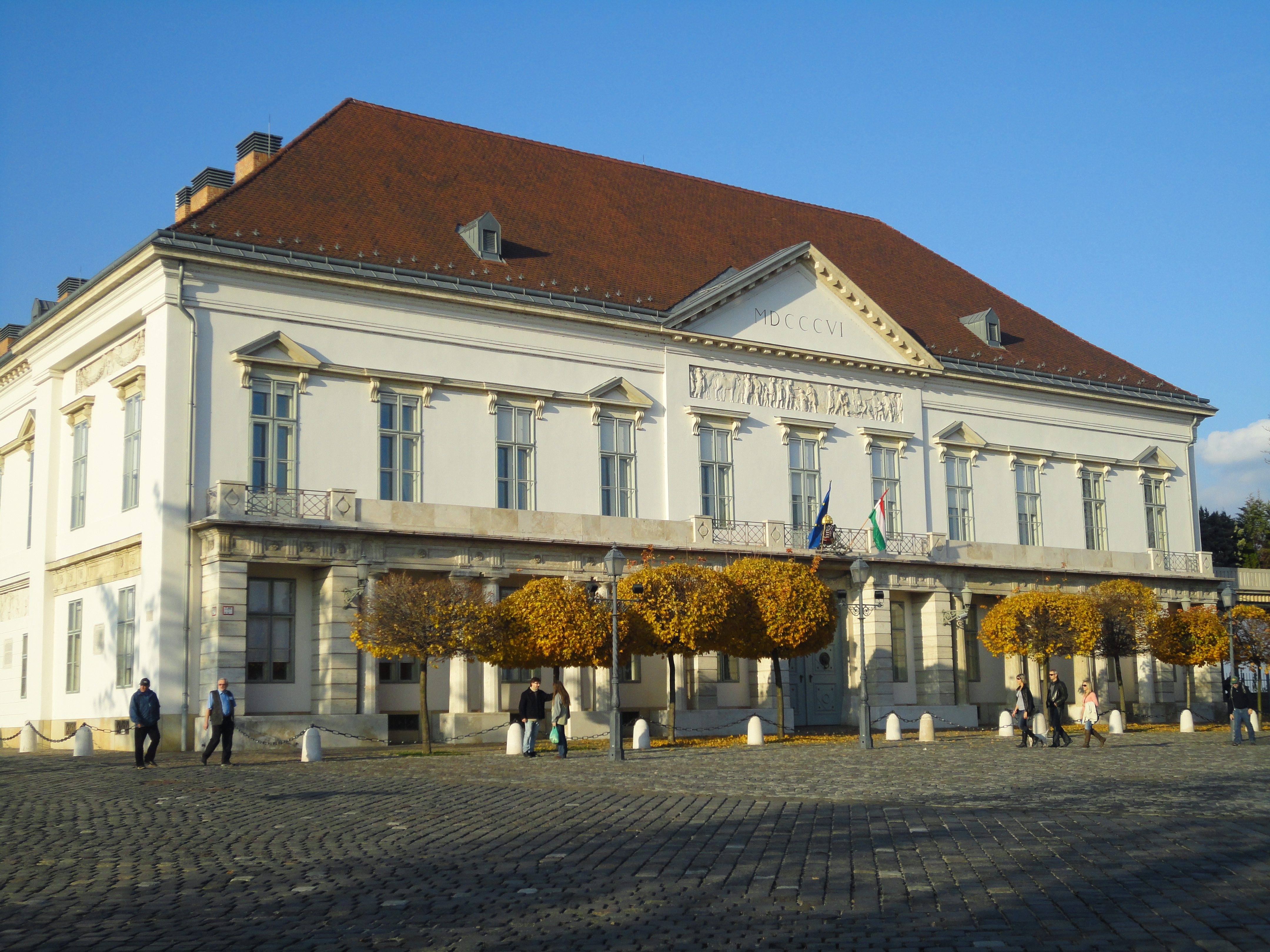
A palota déli homlokzata
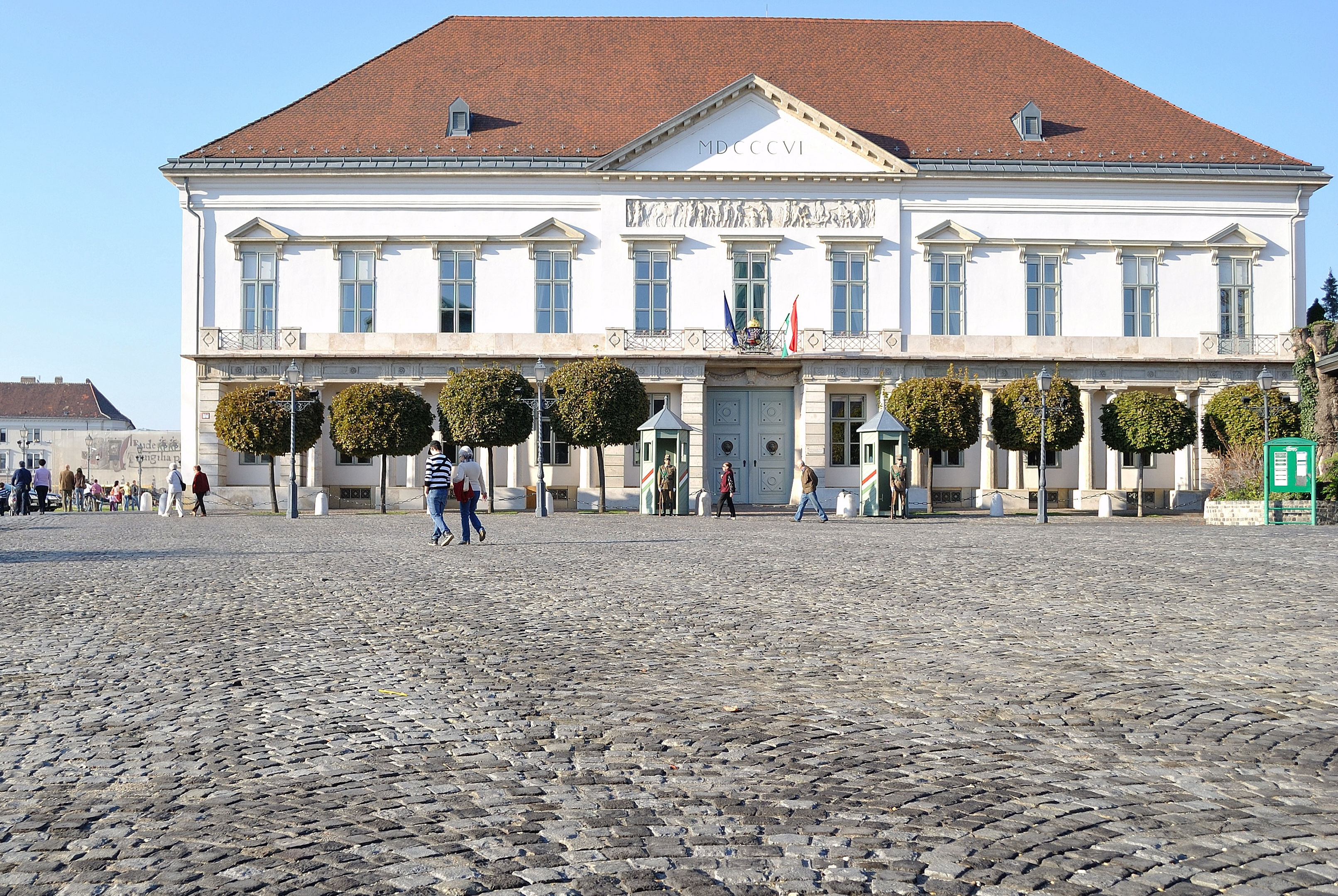
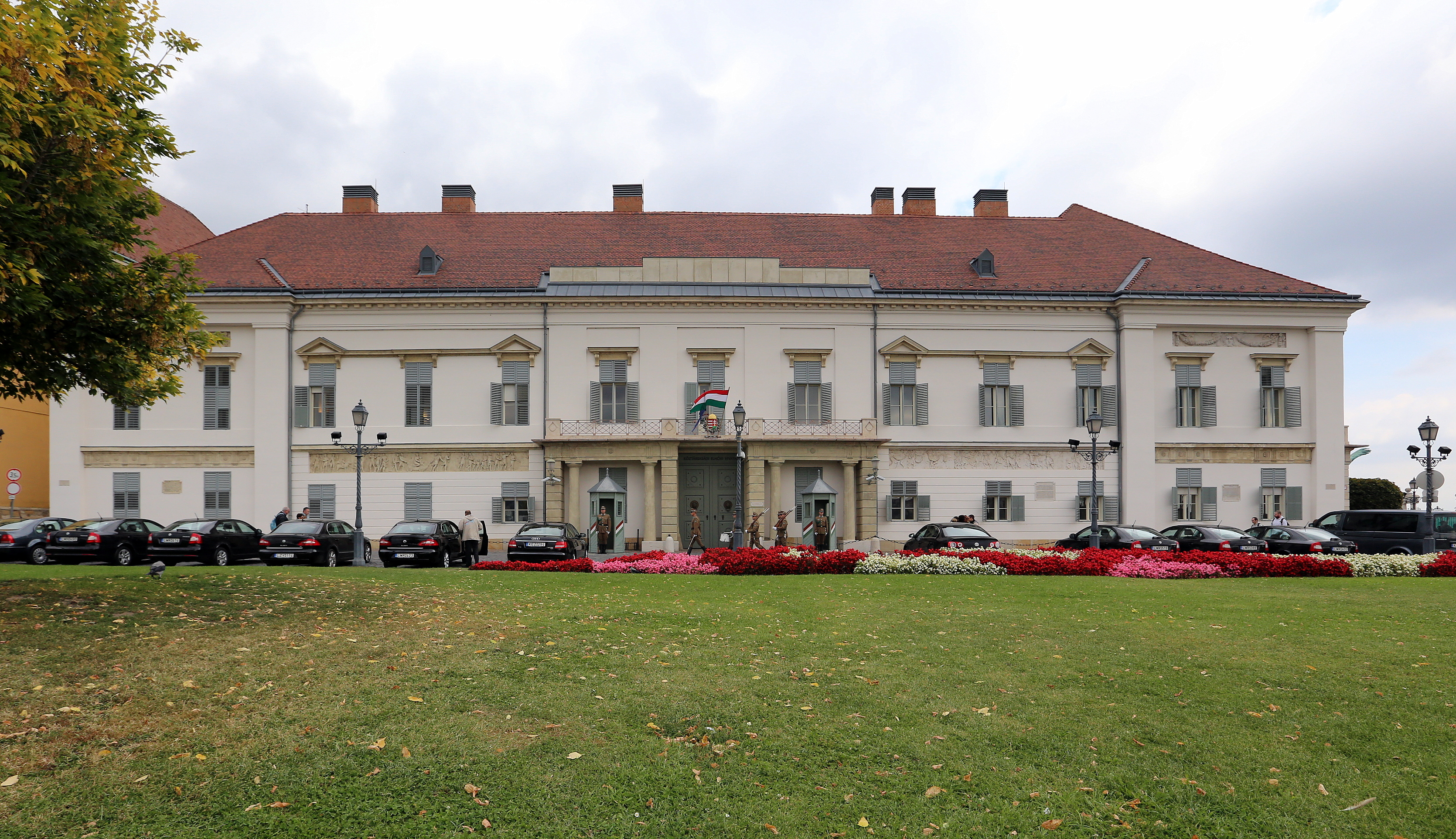
A palota nyugati homlokzata
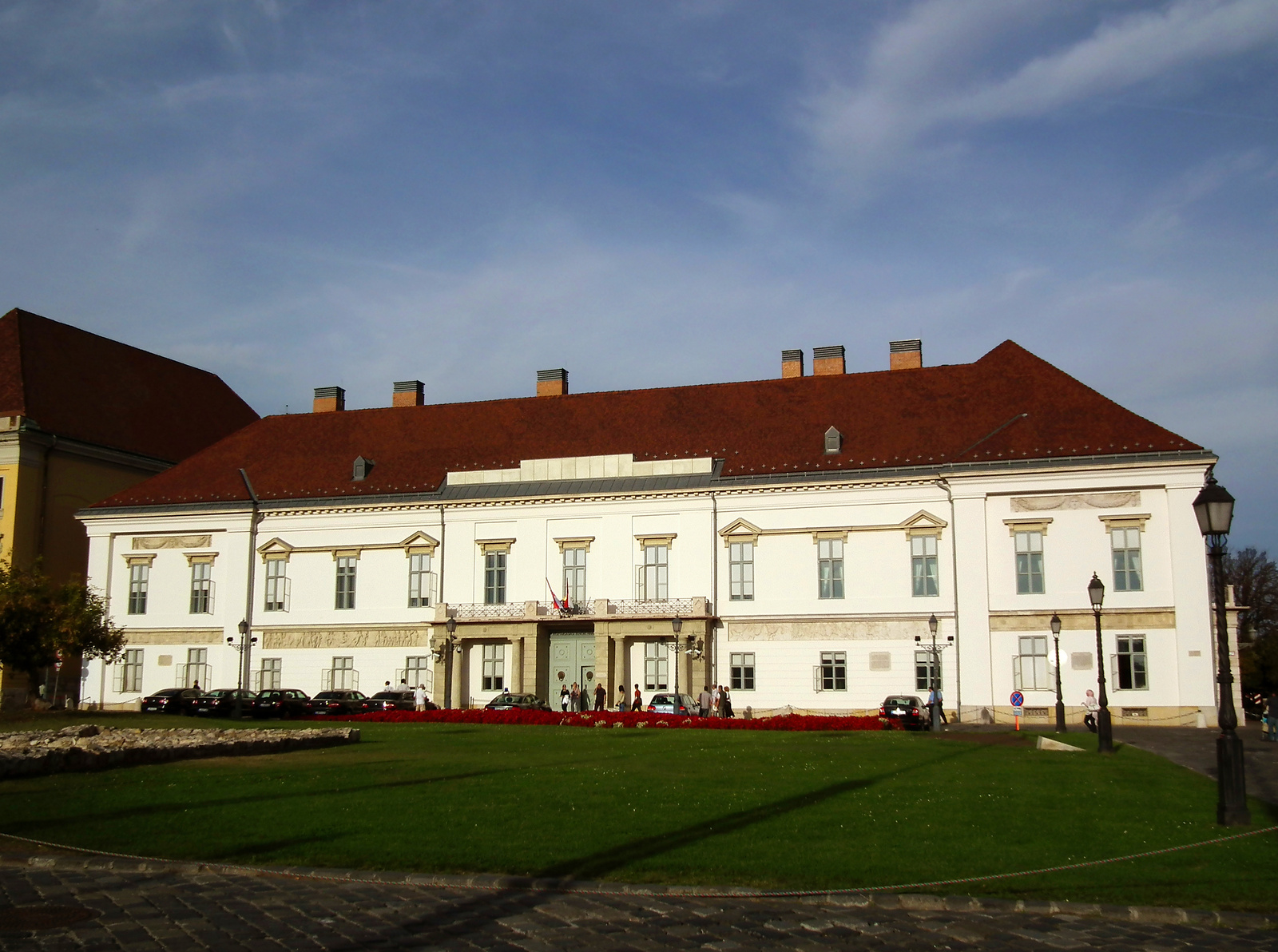
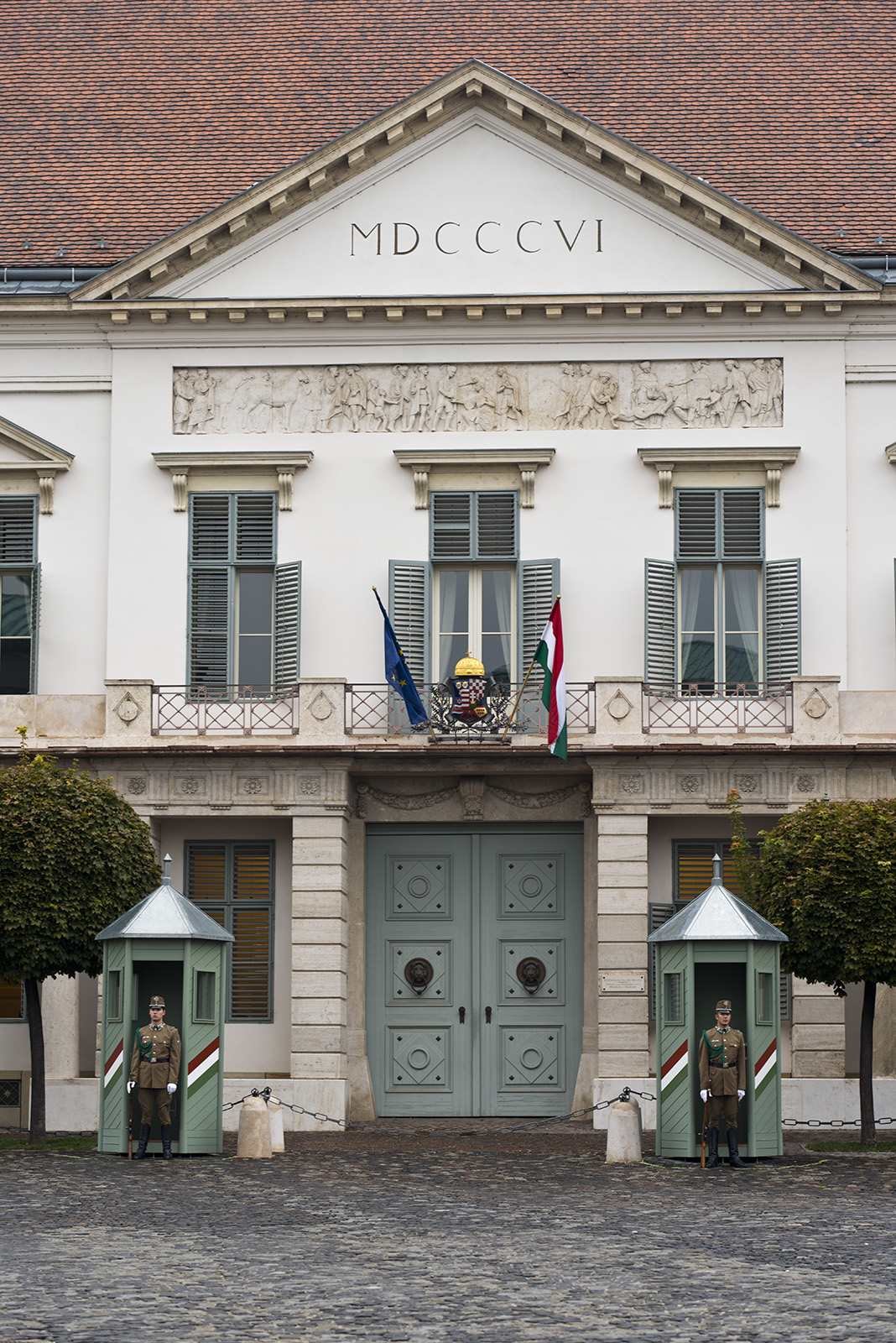
A Palota déli kapuja
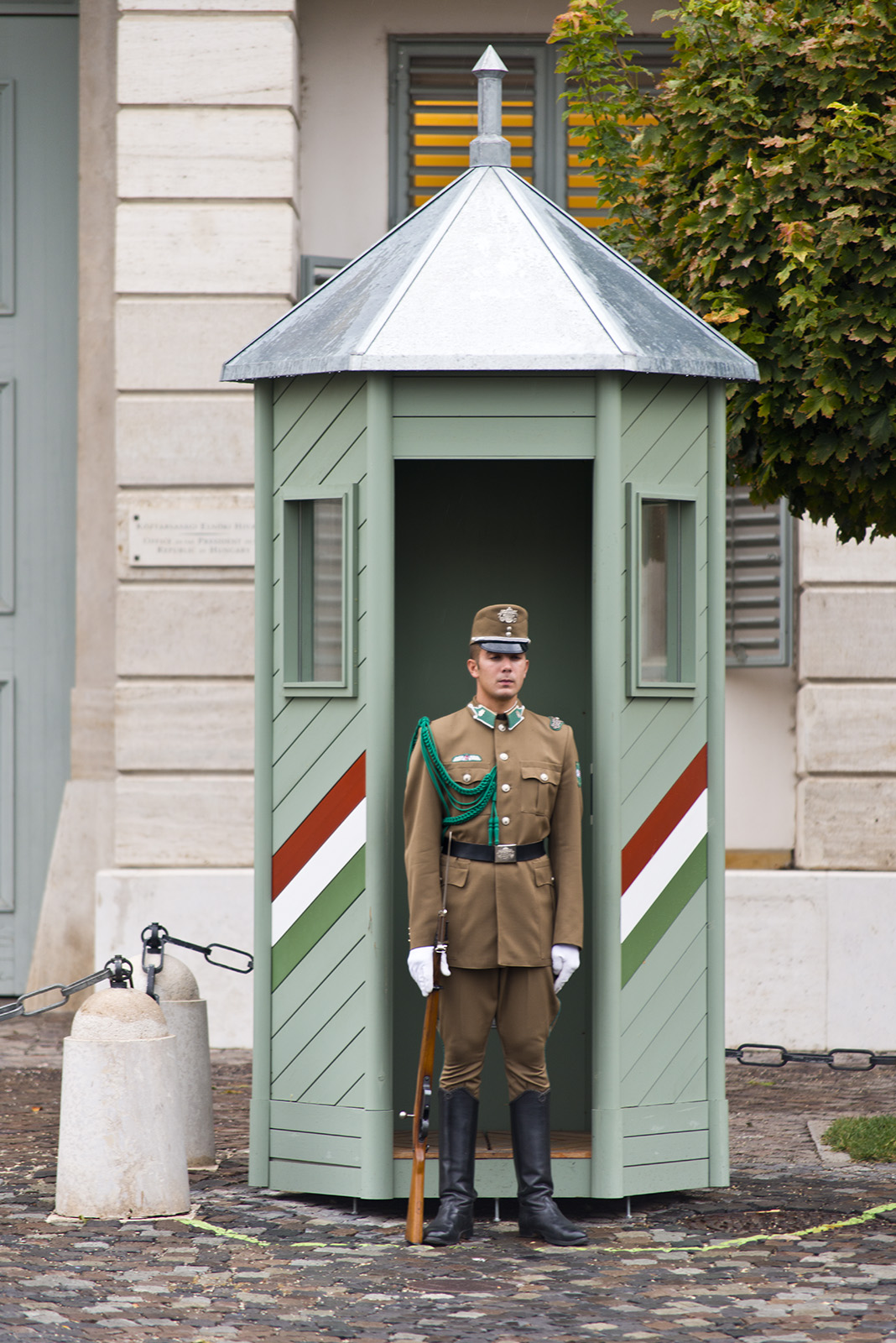
Díszőrség
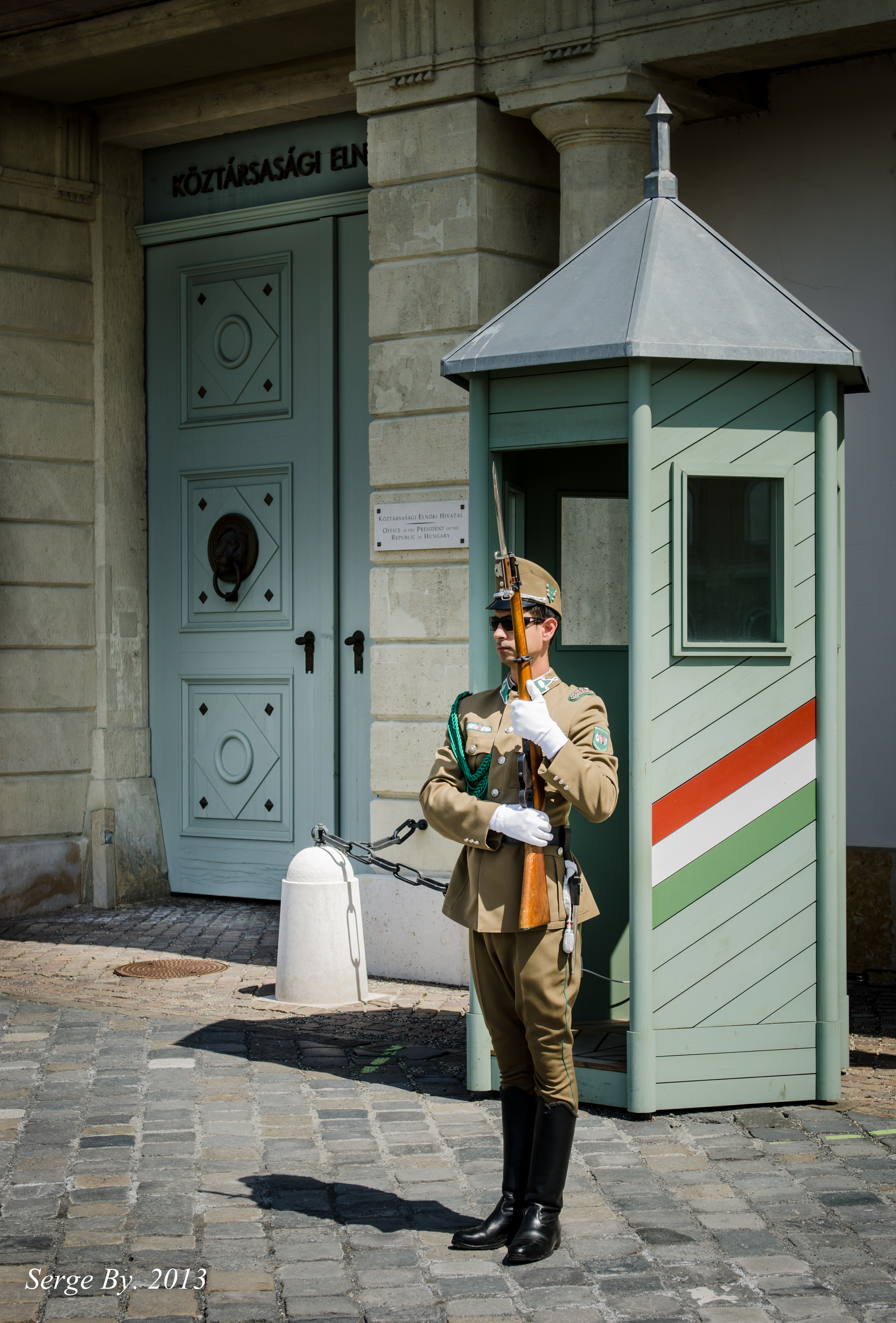
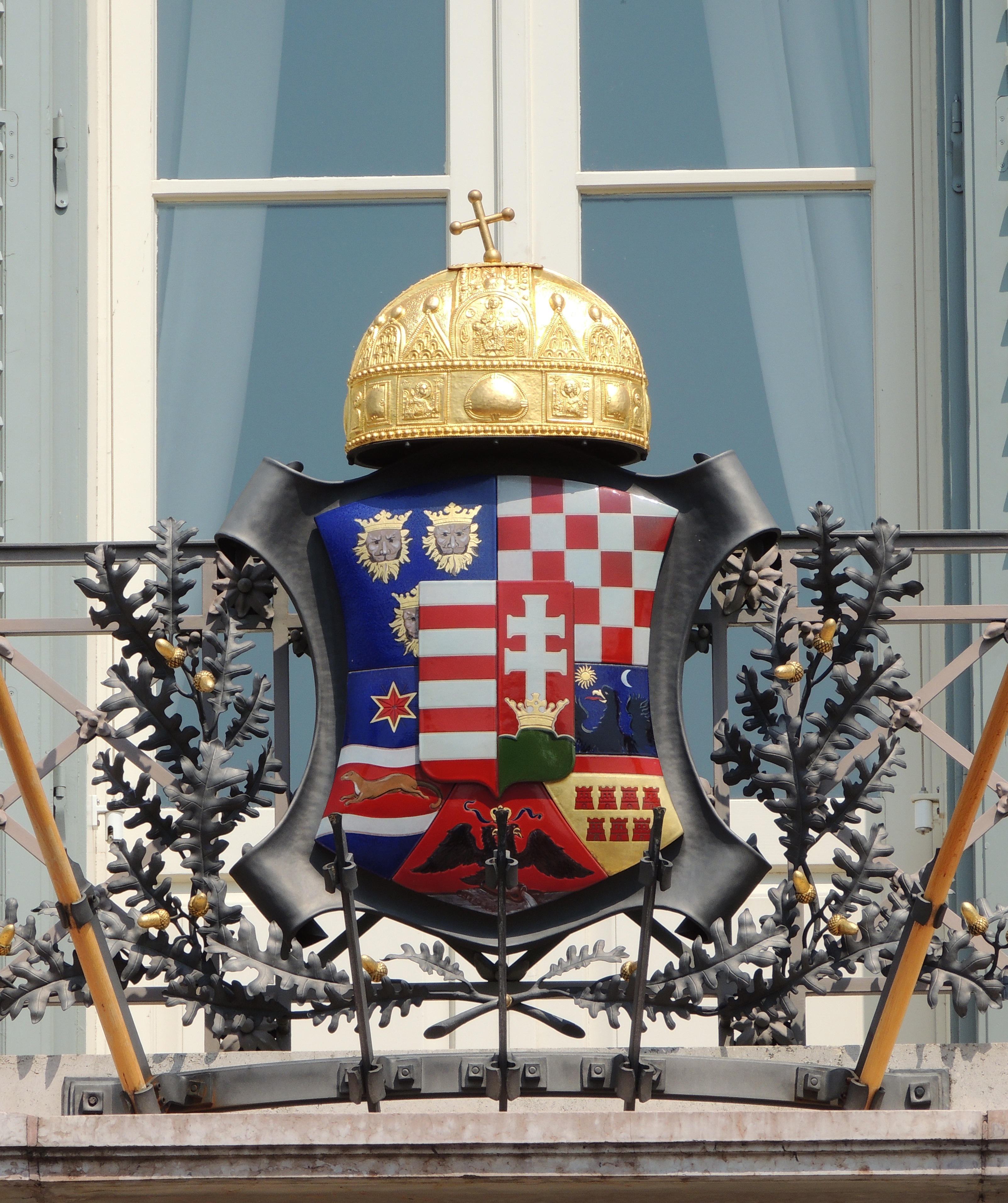
Történelmi címer a főbejárat felett
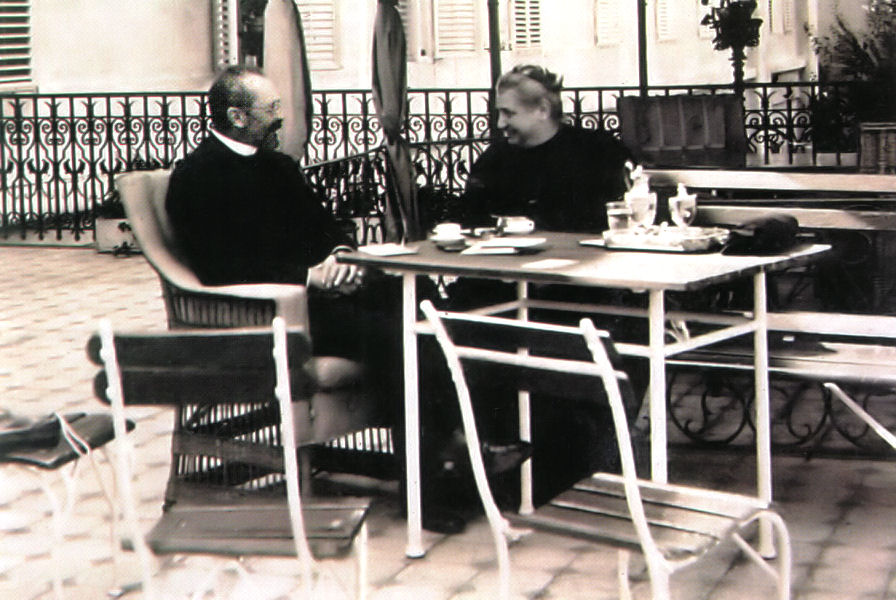
Tisza István és felesége a palota teraszán
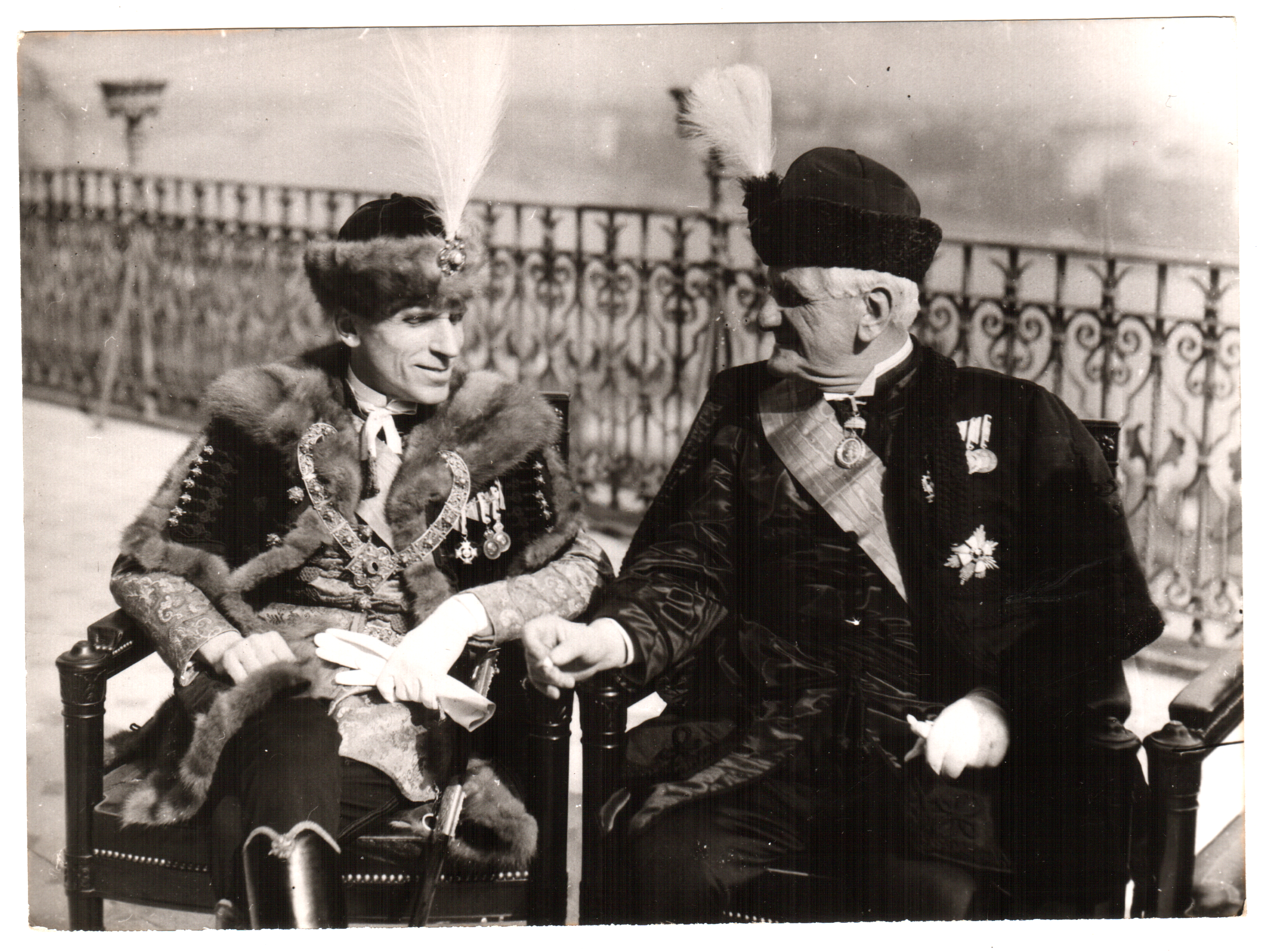
Kánya Kálmán és Imrédy Béla a palota teraszán 1938-ban
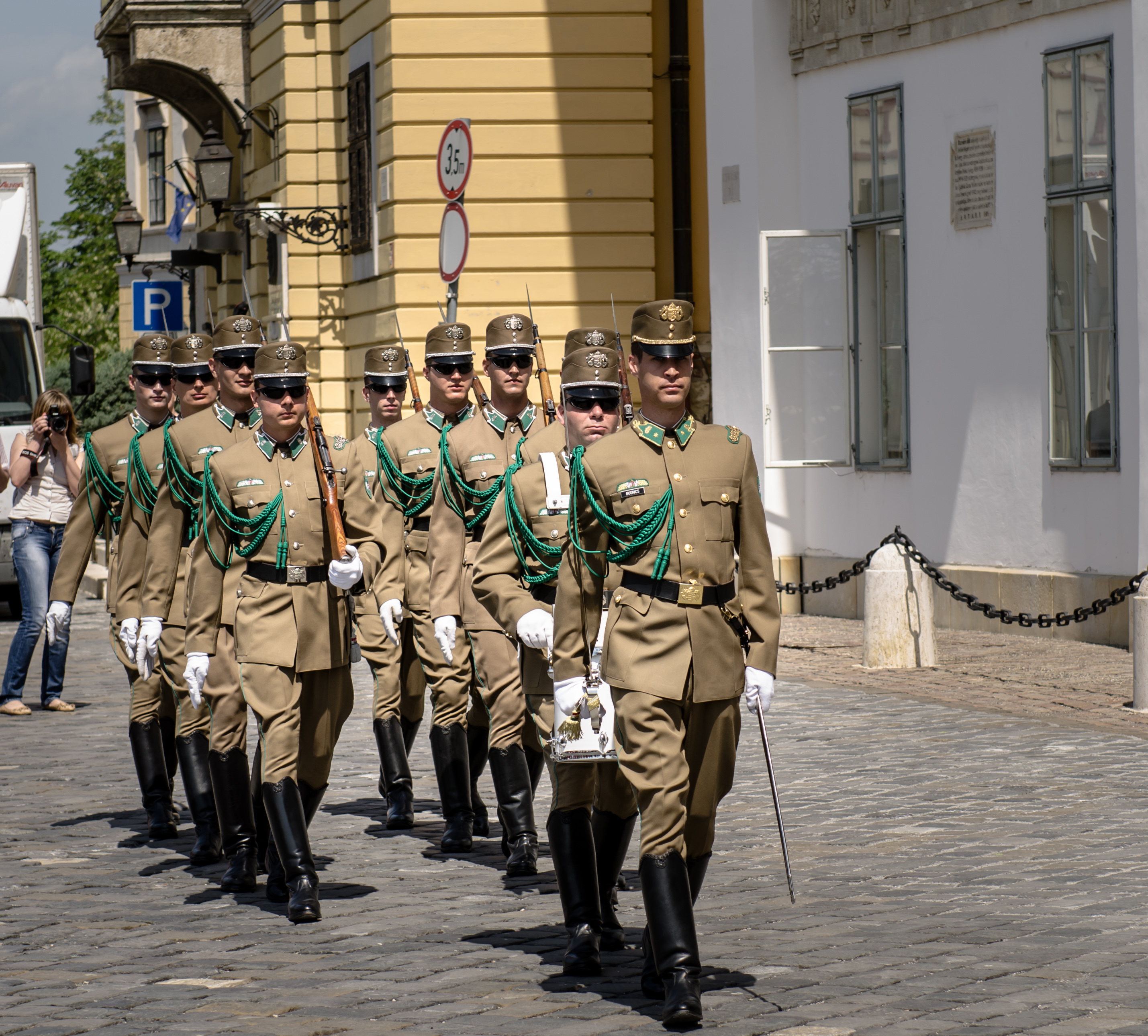
Őrségváltás
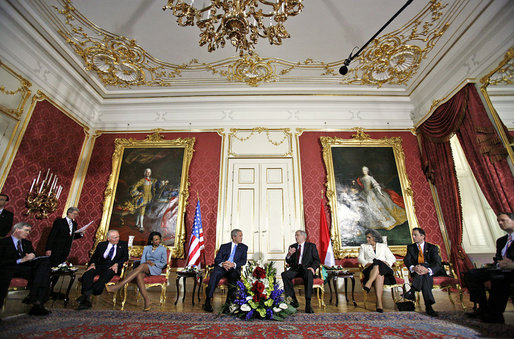
George W. Bush amerikai elnök és Sólyom László magyar államfő találkozója 2006-ban
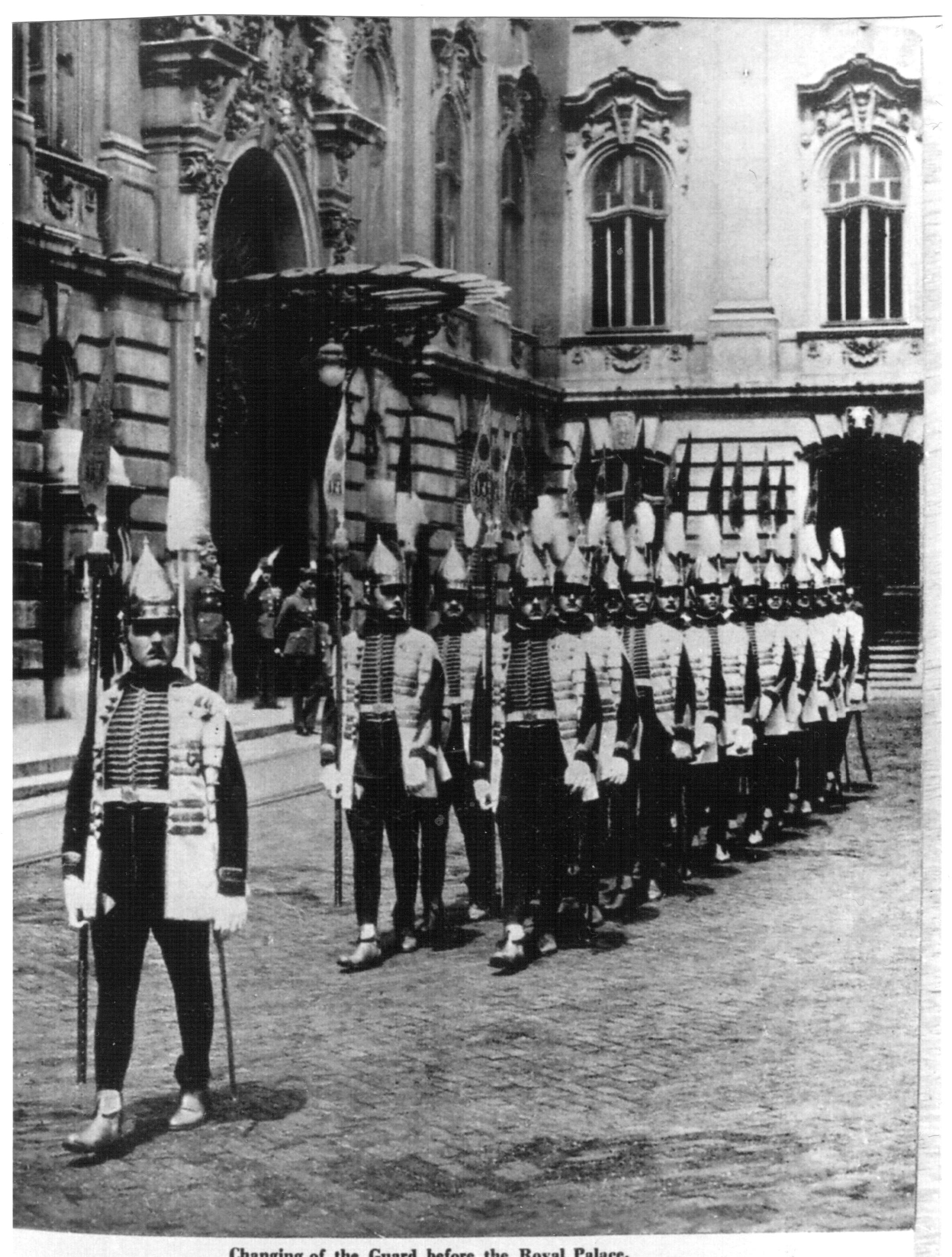
Őrségváltás a Királyi Palota előtt 1938-ban